# Blasphemy Made Flesh
Blasphemy Made Flesh is het debuutalbum van de Canadese metalband Cryptopsy. Het album is uitgebracht in 1994. 

## Tracks
1. "Defenestration"
2. "Abigor"
3. "Open Face Surgery"
4. "Serial Messiah"
5. "Born Headless"
6. "Swine of the Cross"
7. "Gravaged (A Cryptopsy)"
8. "Memories of Blood"
9. "Mutant Christ"
10. "Pathological Frolic"

## Bezetting van de band tijdens opname
- Lord Worm - vocalen
- Flo Mounier - drums
- Jon Levasseur - (ritme)gitaar
- Steve Thibault - ritmegitaar
- Martin Fergusson - basgitaar